# IC 3510
IC 3510 је спирална галаксија у сазвјежђу Дјевица која се налази на листи објеката дубоког неба у Индекс каталогу.
Деклинација објекта је + 11° 4' 18" а ректасцензија 12h 34m 15,0s. Привидна величина (магнитуда) објекта IC 3510 износи 13,9 а фотографска магнитуда 14,8. IC 3510 је још познат и под ознакама UGC 7728, MCG 2-32-142, CGCG 70-173, VCC 1549, PGC 41803.